# Kosinusni poučak
Kosinusni (kosinusov) poučak, poučak o kosinusu ili Carnotov poučak, matematički izraz jedne od relacija među elementima trokuta: c2 = a2 + b2 – 2ab cos γ, gdje su a, b i c stranice trokuta, a γ kut među stranicama a i b. Rabi se za rješavanje računskih problema u trokutu pomoću pojedinih trigonometrijskih funkcija. Poučak glasi da je kvadrat bilo koje stranice trokuta jednak zbroju kvadrata drugih dviju stranica umanjen za dvostruki umnožak tih dviju stranica i kosinusa kuta između njih. Kosinusni se poučak rabi kada su poznate dvije stranice trokuta te kut među njima.
Ako je zadan trokut ABC onda su a, b, c duljine njegovih stranica, a α, β, γ odgovarajući unutarnji kutovi pa vrijede sljedeće jednakosti: 
{\displaystyle a^{2}=b^{2}+c^{2}-2bc\cos \alpha \,}
gdje se kut α nalazi nasuprot stranici a
{\displaystyle b^{2}=a^{2}+c^{2}-2ac\cos \beta \,}
gdje se kut β nalazi nasuprot stranici b
{\displaystyle c^{2}=a^{2}+b^{2}-2ab\cos \gamma \ ,}
gdje se kut γ nalazi nasuprot stranici c
Ako je kut pri vrhu С pravi, γ=90°, onda je cos(90°)=0, pa se tako dobiva poseban slučaj kosinusnog poučka koji se zove Pitagorin poučak:
{\displaystyle c^{2}=a^{2}+b^{2}\,}